# Kras Stadion
Het Kras Stadion (ook wel geschreven als KRAS Stadion) is een voetbalstadion dat vooral wordt gebruikt voor de thuiswedstrijden van FC Volendam.

## Geschiedenis
Nadat het oude terrein naast de St. Vincentiuskerk werd aangemerkt als woningbouw kreeg de club van de gemeente Edam een terrein aan de Julianaweg ter beschikking. Het terrein bestond toen uit een speelveld dat werd afgeschermd door middel van betonnen palen met ijzerdraad. In het eerste jaar werd de oude zittribune uit De Meer overgekocht. Achter beide doelen werd een talud opgeworpen om toeschouwers te herbergen. Pas in 1953 werd er een overdekte tribune gebouwd dat plaats bood aan 900 toeschouwers inclusief lokalen voor het omkleden, een kantine en een bestuurskamer. In 1959 werd een Expo-tribune van de Wereldtentoonstelling in Brussel overgekocht. Deze werd aan de lange zijde tegenover de hoofdtribune geplaatst. Halverwege en eind jaren 70 werden aan beide zijdes van de oude zittribune overdekte staantribunes bijgebouwd. Tussen 1992 en 1995 werden 3 van de 4 zijdes vervangen door nieuwe tribunes. De Expo-tribune aan de zuid-westzijde werd pas in 2002 vervangen. Het stadion bestaat sindsdien uit vier losstaande tribunes. Met de klok mee, vanaf de hoofdtribune gezien, hebben de tribunes de volgende namen: Henk Kras-tribune, de Jaap Jonk-tribune, de Jaap Bond-tribune en de Pé Mühren-tribune, tezamen goed voor een capaciteit van 6.800 toeschouwers (inclusief uitvak). In het uitvak is plaats voor 400 toeschouwers. Op de Pé Mühren-tribune zit de Hekside, een sfeergroep.
Na de bouw is het stadion nog verschillende keren verbouwd. In de zomer van 2010 werd de oude Jaap Jonk-tribune gesloopt en vervangen door een nieuwe, grotere tribune. Een paar jaar later werden de twee hoeken naast de Henk Kras-tribune dichtgebouwd; hier zitten nu onder andere skyboxen. In de zomer van 2016 werden de skyboxen op de hoofdtribune volledig verbouwd.
Op 18 februari 2023 werd het Kras Stadion eenmalig omgedoopt tot "Wim Kras Stadion" om de kort daarvoor overleden oud-speler Wim Kras te eren.

## Toekomst
In 2021 werd bekend dat FC Volendam de mogelijkheid onderzoekt tot de bouw van een nieuw stadion aan de rand van Volendam die het huidige zou moeten vervangen. De voorlopige werknaam van dit nieuwe stadion is '"t Skip". Het stadion zou een capaciteit moeten krijgen van minimaal 10.000 toeschouwers.